# Едмунд Феттінґ

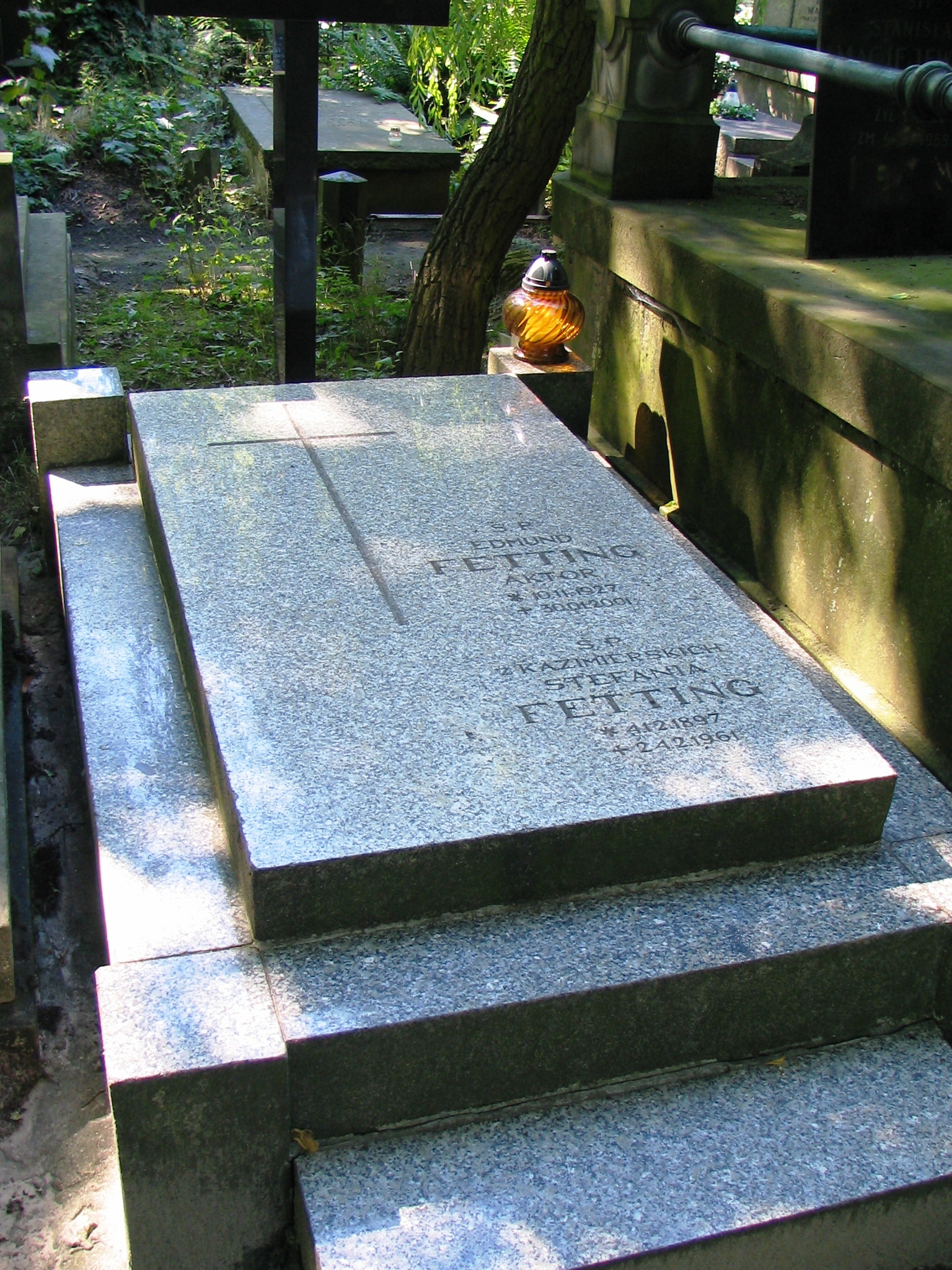
Могила Едмунда Фетінґа і його матері на Повонзківському цвинтарі.

Е́дмунд А́нджей Фе́ттінґ (пол. Edmund Andrzej Fetting; * 10 листопада 1927, Варшава — † 30 січня 2001, Варшава) — польський співак і актор.

## Біографічні дані
Едмунд Феттінґ народився у Варшаві, в сім'ї Едмунда Теодора та Стефанії (до шлюбу Казімірської) Феттінґів. Родина мешкала у віллі в Мокотові, а під час німецької окупації переховувалася в Баранові, в парафії костелу святого Юзефа, де парохом був материн брат — Ян Казімірський. Там Едмунд разом із друзями організував любительський театр. Він захоплювався джазом і завдяки братові-піаністу навчився грати на фортепіано й акордеоні. У 1947-му став співзасновником джазового гурту «Марабут» і керував ним до 1948-го. Зокрема, гурт виступив у варшавському осередку Молодіжної християнської спілки «Польща YMCA» (Young Men's Christian Association). На початку 1950-х Феттінґ брав активну участь у діяльності нелегального джазового клубу «Рудий кіт». Під час одного зі своїх виступів він познайомився з Аґнешкою Осецькою.
Феттінґ вступив до Варшавської державної школи красних мистецтв, а 1949 року його відрахували з цього вишу — нібито за брак таланту. Александер Зельверович, тодішній ректор, сказав йому: «Ви не годитеся для театру, бо надто вже сумні». Однак 1951 року Феттінґ склав екстерном акторський іспит у Варшавській державній театральній школі.

## Творчість
Едмунд Феттінґ дебютував 4 листопада 1949 року в п'єсі Якова Компанійцева «Цього вечора прийде приятель», поставленій в Опольському театрі імені Яна Кохановського. Був актором цього театру (1949—1952), Каліського театру імені Войцеха Богуславського (1952—1953), Лодзького театру імені Стефана Ярача (1953—1956) і Лодзького нового театру (1956—1957). Значним успіхом у його кар'єрі стала робота в Гданському театрі «Вибжеже» (1957—1960), де тоді працювали режисери Зиґмунт Гюбнер, Єжи Ґолінський і Анджей Вайда. Зокрема, Феттінґ зіграв ролі Раскольникова в інсценізації «Злочину і кари» Федора Достоєвського, Джонні Поупа в «Капелюсі, повному дощу» Майкла Вінченто Ґаццо та Гамлета в однойменній п'єсі Вільяма Шекспіра.
У 1960—1966 роках він працював у Варшавському драматичному театрі, на той час одній із провідних столичних сцен, зігравши ролі в п'єсах, зокрема, Славомира Мрожека, Фрідріха Дюрренматта й Артура Міллера. Феттінґ залишався пов'язаним із Варшавою до кінця свого життя, послідовно виступаючи в театрі «Атенеум» (1966—1974), у театрі «Повшехни» (1974—1982), у театрі «На волі» (1982—1986) та в Новому театрі (1987—1988). Виступав також як гість на сценах Сучасного театру, Театру різноманітностей і Театру «Комедія». З цього періоду походять ролі Петерса в «Німцях» Леона Кручковського, графа Генрика в «Небожественній комедії» Зиґмунта Красінського, Фридерика Шопена в комедії «Літо в Ноані» Ярослава Івашкевича, пастора Мандерса в «Упирях», доктора Ранка в «Ляльковому домі» Генріка Ібсена і Порфирія у «Злочині і карі» за Федором Достоєвським.
Також Феттінґ брав участь у виставах Театру телебачення. Виконав, зокрема, ролі в таких виставах: «Вовки вночі» Тадеуша Ріттнера (Морвич), «Жайворонок» Жана Ануя (інквізитор), «Честь і слава» Ярослава Івашкевича (Едґар Шиллер), «Одруження Фігаро» П'єра Бомарше (граф Альмавіва), «Граємо п'єсу Стріндберга» Фрідріха Дюрренматта (Курт). У 1960-х і 1970-х роках він також виступав у популярному телевізійному Театрі сенсацій («Кобра»).
Едмунд Феттінґ знявся в десятках фільмів. Найважливіші його ролі — це Юзефа Галлера у «Смерті президента» Єжи Кавалеровича, лейтенанта Каплінського у «Злочинцеві й панні» Януша Насфетера та головна титульна роль у фільмі «Локіс. Рукопис професора Віттембаха» Януша Маєвського. З телевізійних серіалів варто відзначити його ролі у «Великому коханні Бальзака», «Чорних хмарах», «Королеві Боні» та «Над Німаном».
Феттінґ був виконавцем популярних пісень у кінофільмах, зокрема «Балади про танкістів» і «Перед нами Одра» в телесеріалі «Чотири танкісти і пес». Слова пісні написала Аґнешка Осецька, музику — Адам Валацінський. Спеціально для Едмунда Феттінґа створено пісню «Поки прийде день» із фільму «Закон і кулак» (слова Аґнешки Осецької, музика Кшиштофа Комеди).
У 1960-х роках він вів радіопрограму «Радіостудія пісні». Охоче виконував балади Булата Окуджави, пісні Шарля Азнавура та Курта Вайля. Мав теплий, глибокий голос і відзначався не тільки співочим талантом, а й спокоєм, виваженістю та особистою культурою.
У 1990-х роках Феттінґ обмежив свою роботу в кіно через хворобу серця.
Помер у Варшаві. Похований на цвинтарі «Повонзки» (ділянка 74-І-28).

## Особисте життя
Феттінґ був геєм. Жив у неофіційних стосунках з молодим танцівником, який згодом покинув партнера й виїхав за кордон.

## Нагороди і відзнаки
- Лицарський хрест Ордена Відродження Польщі (1980)
- Золотий Хрест Заслуги (1974)
- Медаль 40-річчя ПНР
- Золотий знак Пошани «За заслуги перед Варшавою»

## Фільмографія
- Zaduszki / Поминальний день — Міхал (1961)
- Daleka jest droga / Довга ця дорога — офіцер (1963)
- Zbrodniarz i panna / Злочинець і панна — лейтенант міліції Каплінський (1963)
- Życie raz jeszcze / Ще раз життя — редактор Ридз (1964)
- Głos ma prokurator / Слово має прокурор — прокурор Анджей Табор (1965)
- Katastrofa / Катастрофа — Ровицький (1965)
- Lenin w Polsce / Ленін у Польщі — Якуб Ганецький (1965)
- Popioły / Попіл — австрійський чиновник у маєтку Ольбромських (1965)
- Piękny był pogrzeb, ludzie płakali / Гарний був похорон, люди плакали — Едвард Войтасик (1967)
- Bariery dźwięku / Звукові бар'єри — репортер (1968)
- Stawka większa niż życie / Ставка більша, ніж життя, 4 серія: «Cafe Rose» — Христопуліс (1968)
- Ostatni świadek / Останній свідок — Клаус Ґольц (1969)
- Znicz olimpijski / Олімпійський факел — начальник гестапо в Закопаному (1969)
- Doktor Ewa / Доктор Ева, 3 серія серіалу: Prawo do życia / Право на життя; 7 серія: Stawka o życie /На кону життя — директор лікарні Мікульський (1970)
- Lokis. Rękopis profesora Wittembacha / Локіс. Рукопис професора Віттембаха — пастор Віттембах (1970)
- Pogoń za Adamem / Погоня за Адамом — кінокритик Бювен (1970)
- Brylanty pani Zuzy / Діаманти пані Зузи — ватажок банди Кшиштоф (1971)
- Jak daleko stąd, jak blisko / Як далеко звідси, як близько — Шимон (1971)
- Подорож за одну усмішку, 7 серія в серіалі: Pożegnanie z Dudusiem / Прощання з Дудусем — професор Омельський (1971, також у повнометражній версії, 1972)
- Diabelskie eliksiry / Диявольські еліксири (оригінал Die Elixiere des Teufels, виробництво — Чехословаччина й НДР) — суддя (1972)
- Czarne chmury / Чорні хмари, телесеріал — маркграф Кароль фон Ансбах (1973)
- Śledztwo / Слідство — інспектор Шеппард (1973)
- W pustyni i w puszczy, / В пустелі і в пущі, 1 серія: Porwanie / Викрадення; 4 серія: Smain / Смейн — батько Нел, Джордж Роулінсон (1973, також у версії повнометражного фільму)
- Wielka miłość Balzaka / Велике кохання Бальзака, 3 серія: Contessa / Графиня; 4 серія: Komedia ludzka / Людська комедія — принц Альфред Шенбурн (1973)
- Zazdrość i medycyna / Ревнощі і медицина — лікар Віллі фон Фукс (1973)
- Gniazdo / Гніздо — Кристіян, син Болеслава Жорстокого (1974)
- Ile jest życia / Скільки там життя, 5 серія: Kiepskie szczęście / Лихий талан — офіцер органів безпеки (1974)
- Najważniejszy dzień życia / Найважливіший день життя, 1 частина циклу Uszczelka / Прокладка — генеральний директор" (1974)
- Zaczarowane podwórko / Зачароване подвір'ячко — Жан-П'єр Бланшар (1974)
- 07 zgłoś się / Зголисися на номер 07, 1 серія: Major opóźnia akcję / Майор затримує дію — інженер (1976)
- Daleko od szosy / Далеко від шосе, 6 серія: Egzamin / Екзамен — директор у міністерстві (1976)
- Wergili / Вергілій — священник (1976)
- Pasja / Пристрасть — аудитор Зайончковський (1977)
- Sprawa Gorgonowej / Справа Горгонової — інспектор Пьонткевич (1977)
- Śmierć prezydenta / Смерть президента — Юзеф Галлер (1977)
- Tańczący jastrząb / Яструб, що танцює — представник міністерства (1977)
- Somosierra. 1808 / Сомосьєрра. 1808 — Войцех Коссак (1978)
- Test pilota Pirxa / Випробування пілота Піркса — обвинувач у трибуналі (1978)
- Życie na gorąco / Гаряче життя, 1 серія: Budapeszt / Будапешт — Отто Ільдманн (1978)
- Ojciec królowej / Батько королеви — граф Зеровський, австрійський посол (1979)
- Droga daleka przed nami / Перед нами далека дорога — батько (1979)
- Dzień Wisł / День Вісли — професор (1980)
- Głosy / Голоси — доктор Меллер (1980)
- Królowa Bona / Королева Бона, телесеріал — Принц Прусський, Альбрехт Гогенцоллерн (1980)
- Polonia Restituta — британський прем'єр-міністр Дейвід Ллойд Джордж (1980)
- Dzień czwarty / День четвертий — лікар (1984)
- Lato leśnych ludzi / Літо лісових людей, 5 серія телесеріалу: Legenda / Легенда — тихотемний (1984)
- Nad Niemnem / Над Німаном — Дажецький, шурин Бенедикта Корчинського (1987, також у телесеріалі)
- Akwen Eldorado / Аквен Ельдорадо — ватажок банди браконьєрів (1988)
- Mistrz i Małgorzata / Майстер і Маргарита, 2 серія телесеріалу: Mistrz / Майстер — професор Олександр Стравінський (1988)
- Gdańsk 39 / Гданськ, 39 — радник Тадеуш Перковський (1989)

## Польський дубляж
- Jeszcze bardziej zgryźliwi tetrycy / Старі бурчуни — Макс Ґольдман (1995)
- Королева Єлизавета (оригінал: Elizabeth R) — Кранмер (1971)

## Ушанування пам'яті
- У 2013—2018 роках в Баранові відбувався щорічний фестиваль на честь Едмунда Феттінґа[7].

## Зовнішні зв'язки
- Edmund Fetting на сайті  filmpolski.pl (пол.)
- «Edmund Fetting». Encyklopedia teatru polskiego (osoby)
- 0275360 Edmund Fetting на сайті IMDb (англ.)
- Edmund Fetting на сайті Filmweb.pl (пол.)
- Фото Едмунда Феттінґа. Сайт «Fototeka»
- Fetting Festiwal
- Пісня Nim wstanie dzień / «Поки настане день»
- Пісня танкістів із телесеріалу «Чотири танкісти і пес»